# Saison 1920-1921 des Canadiens de Montréal
Autres saisons
Saison précédente Saison suivante
La saison 1920-1921 de hockey sur glace est la douzième saison que jouent les Canadiens de Montréal. Ils évoluent alors dans la Ligue nationale de hockey et finissent à la 3e place dans la première demie et 2e place dans la deuxième demie.

## Saison régulière

### Classement

#### 1redemie
|                         | PJ | V | D | N | Pts | BP | BC |
| ----------------------- | -- | - | - | - | --- | -- | -- |
| Sénateurs d'Ottawa      | 10 | 8 | 2 | 0 | 16  | 49 | 23 |
| St. Patricks de Toronto | 10 | 5 | 5 | 0 | 10  | 39 | 47 |
| Canadiens de Montréal   | 10 | 4 | 6 | 0 | 8   | 37 | 51 |
| Tigers de Hamilton      | 10 | 3 | 7 | 0 | 6   | 34 | 38 |

#### 2edemie
|                         | PJ | V  | D  | N | Pts | BP | BC |
| ----------------------- | -- | -- | -- | - | --- | -- | -- |
| St. Patricks de Toronto | 14 | 10 | 4  | 0 | 20  | 66 | 53 |
| Canadiens de Montréal   | 14 | 9  | 5  | 0 | 18  | 75 | 48 |
| Sénateurs d'Ottawa      | 14 | 6  | 8  | 0 | 12  | 48 | 52 |
| Tigers de Hamilton      | 14 | 3  | 11 | 0 | 6   | 58 | 94 |

## Match après match

### 1redemie

#### Décembre
| No | Date        | Visiteur           | Score | Domicile                | Fiche |
| -- | ----------- | ------------------ | ----- | ----------------------- | ----- |
| 1  | 22 décembre | Les Canadiens      | 0 - 5 | Tigers de Hamilton      | 0-1-0 |
| 2  | 25 décembre | Les Canadiens      | 2 - 0 | St. Patricks de Toronto | 0-2-0 |
| 3  | 29 décembre | Tigers de Hamilton | 6 - 2 | Les Canadiens           | 0-3-0 |

#### Janvier
| No | Date       | Visiteur                | Score | Domicile                | Fiche |
| -- | ---------- | ----------------------- | ----- | ----------------------- | ----- |
| 4  | 3 janvier  | Les Canadiens           | 2 - 8 | Sénateurs d'Ottawa      | 0-4-0 |
| 5  | 8 janvier  | Sénateurs d'Ottawa      | 4 - 5 | Les Canadiens           | 1-4-0 |
| 6  | 12 janvier | Les Canadiens           | 0 - 2 | Sénateurs d'Ottawa      | 1-5-0 |
| 7  | 15 janvier | Tigers de Hamilton      | 4 - 6 | Les Canadiens           | 2-5-0 |
| 8  | 17 janvier | St. Patricks de Toronto | 5 - 9 | Les Canadiens           | 3-5-0 |
| 9  | 19 janvier | Les Canadiens           | 2 - 7 | St. Patricks de Toronto | 3-6-0 |
| 10 | 22 janvier | Les Canadiens           | 7 - 5 | Tigers de Hamilton      | 4-6-0 |

### 2edemie

#### Janvier
| No | Date       | Visiteur                | Score | Domicile      | Fiche |
| -- | ---------- | ----------------------- | ----- | ------------- | ----- |
| 11 | 26 janvier | Sénateurs d'Ottawa      | 3 - 5 | Les Canadiens | 1-0-0 |
| 12 | 29 janvier | St. Patricks de Toronto | 2 - 4 | Les Canadiens | 2-0-0 |

#### Février
| No | Date       | Visiteur                | Score  | Domicile                | Fiche |
| -- | ---------- | ----------------------- | ------ | ----------------------- | ----- |
| 13 | 2 février  | Les Canadiens           | 6 - 5  | Tigers de Hamilton      | 2-1-0 |
| 14 | 5 février  | Les Canadiens           | 2 - 6  | St. Patricks de Toronto | 2-2-0 |
| 15 | 9 février  | St. Patricks de Toronto | 3 - 4  | Les Canadiens           | 2-3-0 |
| 16 | 12 février | Les Canadiens           | 3 - 1  | Sénateurs d'Ottawa      | 3-3-0 |
| 17 | 16 février | Tigers de Hamilton      | 5 - 10 | Les Canadiens           | 4-3-0 |
| 18 | 19 février | Sénateurs d'Ottawa      | 1 - 8  | Les Canadiens           | 5-3-0 |
| 19 | 23 février | Les Canadiens           | 3 - 1  | Sénateurs d'Ottawa      | 6-3-0 |
| 20 | 26 février | Tigers de Hamilton      | 6 - 13 | Les Canadiens           | 7-3-0 |
| 21 | 28 février | St. Patricks de Toronto | 0 - 4  | Les Canadiens           | 8-3-0 |

#### Mars
| No | Date   | Visiteur           | Score | Domicile                | Fiche |
| -- | ------ | ------------------ | ----- | ----------------------- | ----- |
| 22 | 2 mars | Les Canadiens      | 7 - 1 | Tigers de Hamilton      | 9-3-0 |
| 23 | 5 mars | Sénateurs d'Ottawa | 1 - 0 | Les Canadiens           | 9-4-0 |
| 24 | 7 mars | Les Canadiens      | 4 - 6 | St. Patricks de Toronto | 9-5-0 |

## Effectif
- Directeur Général : George Kennedy
- Entraîneur : Newsy Lalonde
- Gardien de but : Georges Vézina
- Centres : Newsy Lalonde, Didier Pitre, Billy Bell
- Ailier : Louis Berlinguette, Jack Coughlin, Odie Cleghorn, Amos Arbour, Don Smith, Jack McDonald, Cully Wilson
- Défenseur : Bert Corbeau, Billy Coutu, Harry Mummery, Dave Ritchie